# Las Colonias, Hidalgo
Las Colonias är en ort i Mexiko.   Den ligger i kommunen Tepeji del Río de Ocampo och delstaten Hidalgo, i den sydöstra delen av landet, 50 km nordväst om huvudstaden Mexico City. Las Colonias ligger 2 221 meter över havet och antalet invånare är 103.
Terrängen runt Las Colonias är kuperad åt sydost, men åt nordväst är den platt. Las Colonias ligger nere i en dal. Runt Las Colonias är det ganska tätbefolkat, med 207 invånare per kvadratkilometer. Närmaste större samhälle är Nicolás Romero, 18,3 km söder om Las Colonias. I omgivningarna runt Las Colonias växer huvudsakligen savannskog.